# Daren Queenan
Daren L. Queenan (* 19. Oktober 1966 in Norristown) ist ein ehemaliger US-amerikanisch-belgischer Basketballspieler.

## Laufbahn
Queenan, ein 1,94 Meter messender Flügelspieler, stand von 1984 bis 1988 im Aufgebot der Lehigh University. Er erzielte 2703 Punkte, was einem Durchschnitt von 22,9 pro Begegnung entsprach. Queenan verließ die Hochschule als bester Korbschütze in der Geschichte der Lehigh University. Auch seine 1095 Rebounds waren der Höchstwert. Mit 49 Punkten in einem Spiel (erzielt am 7. März 1987) stellte er eine weitere Bestmarke für die Hochschulmannschaft auf. Mit einem Punkteschnitt von 28,4 pro Begegnung war er in der Saison 1987/88 der zweitbeste Korbschütze der ersten NCAA-Division. 1997 wurde Queenan in die Sportruhmeshalle der Lehigh University aufgenommen.
Queenan begann in der Sommersaison 1988 seine Laufbahn als Berufsbasketballspieler bei der Mannschaft Philadelphia Aces in der United States Basketball League (USBL). Anschließend spielte er bis 1991 für unterschiedliche Mannschaften in einer anderen US-Liga, der Continental Basketball Association (CBA). Dabei bewies er wie auf Hochschulebene seine Stärken als Spieler mit großem Korbdrang: In der Saison 1988/89 erzielte er in der CBA für die Charleston Gunners 24,7 Punkte pro Begegnung. 1989/90 spielte er in der CBA erst für die Rapid City Thrillers, dann für die Albany Patroons und anschließend noch auf den Philippinen. Im CBA-Spieljahr 1990/91 erzielte Queenan in den Farben der LaCrosse Catbirds im Schnitt 22,3 Punkte je Einsatz. Der erhoffte Sprung in die NBA gelang ihm nicht: Er trainierte bei den Houston Rockets und Detroit Pistons zur Probe, erhielt aber jeweils keinen Vertrag.
Nach einem Abstecher nach Argentinien stand Queenan im Spieljahr 1991/92 beim französischen Zweitligaverein ALM Évreux Basket unter Vertrag und erreichte dort Mittelwerte von 25,6 Punkten und 6,3 Rebounds je Partie.
Er wechselte im Vorfeld der Saison 1992/93 nach Belgien zum Erstligisten BBC Aalst und blieb dort bis 1999. Queenan machte sich in Aalst ebenfalls als offensivstarker Spieler einen Namen und sammelte neben Einsätzen in der belgischen Liga ebenso Erfahrung auf europäischer Ebene. Auch im Europapokalwettbewerb Korać-Cup erzielte er für Aalst Punktwerte von mehr als 20 pro Begegnung. Er nahm die belgische Staatsbürgerschaft an.
In der Saison 1999/2000 stand er bei Apollon Patras in Griechenland unter Vertrag und spielte dort für den deutschen Trainer Dirk Bauermann. Der holte ihn zur Saison 2000/01 zu Brandt Hagen. Queenan, zu dessen Stärken der Sprungwurf aus dem Dribbling sowie der Dreipunktwurf gehörten, war im Laufe der Bundesliga-Saison 2000/01 mit 21,5 Punkten je Begegnung bester Hagener Korbschütze.
Queenan wechselte 2001 zu Cáceres C.B. in die spanische Liga ACB, erzielte für die Mannschaft in 13 Einsätzen im Schnitt 9,9 Punkte und ging im Laufe der Saison 2001/02 innerhalb der Spielklasse zu Joventut da Badalona (9 Spiele: 2,7 Punkte/Einsatz).
Nach dem Ende seiner Spielerkarriere kehrte er in die Vereinigten Staaten zurück und wurde beruflich im Finanzwesen tätig.